# Puig Sabarraca
El Puig Sabarraca és una muntanya de 1.266 metres que es troba al municipi de la Vall d'en Bas, a la comarca catalana de la Garrotxa.